# فهد خلف البادي
فهد بن خلف البادي هو أكاديمي سعودي وعضو في مجلس الشورى السعودي منذ أن تم تعيينه بأمر ملكي في 3 ربيع الأول، 1438هـ الموافق لـ2 ديسمبر 2016م. 

## الحياة التعليمية
حاز فهد البادي على بكالوريوس اقتصاد من جامعة الملك سعود، الرياض، المملكة العربية السعودية، بمعدل عام ممتاز مع مرتبة الشرف. استكمل دراساته العليا في الولايات المتحدة، وأنهى ماجستير الاقتصاد بجامعة كانساس الحكومية، الولايات المتحدة الأمريكية ودكتوراه في علوم الاقتصاد: جامعة كولورادو الحكومية، الولايات المتحدة الأمريكية.

## الحياة المهنية
- عضو مجلس الشورى اعتباراً من 3/3/1438 هـ[2]
- مستشار مكلف بالديوان الملكي من 1436 هـ وحتى 1438 هـ.[2]
- وكيل كلية إدارة الأعمال للشئون الأكاديمية، كلية إدارة الأعمال، جامعة الملك سعود من 1436 هـ 1437 هـ.[2]
- عضو هيئة تدريس -قسم الاقتصاد، كلية إدارة الأعمال، جامعة الملك سعود من 1432 هـ حتى الآن
- أمين عام منتدى الرياض الاقتصادي (1430هـ) إلى (1433هـ)
- مدير عام البرامج المالية والاقتصادية بمعهد الإدارة العامة من (1429هـ) إلى (1431هـ).
- مدير إدارة برامج القطاع الأهلي بمعهد الإدارة العامة من عام (1426هـ) إلى (1429هـ).
- مستشار اقتصادي غير متفرغ بمكتب معالي وزير الشئون الاجتماعية من عام (1427هـ) حتى (1435هـ)، مستشار مشروع تخصيص الخدمات الاجتماعية.
- مستشار اقتصادي غير متفرغ للهيئة العليا للسياحة من عام (1425هـ) إلى (1426هـ) (مراجعة وتقييم خطط التنمية السياحية والتقارير والدراسات الاقتصادية).
- مستشار اقتصادي غير متفرغ للهيئة العامة للاستثمار من عام (1424هـ) إلى 1426هـ) (إعداد التقرير السنوي ومراجعة وتقييم تقارير وخطط ودراسات اقتصادية).
- منسق قطاع الاقتصاد والميزانية بمعهد الإدارة العامة من عام (1424هـ) إلى (1426هـ).
- أستاذ مساعد – قطاع الاقتصاد والميزانية – بمعهد الإدارة العامة من عام (1423هـ) حتى (1432هـ).
- باحث في البنك الدولي، واشنطن دي سي، الولايات المتحدة الأمريكية، (1999م).
- عضو هيئة تدريب – معهد الإدارة العامة من عام (1417هـ) إلى (1418هـ).
- مساعد مدرب (معيد) بإدارة التخطيط والتطوير بمعهد الإدارة العامة من عام (1411هـ) إلى (1416هـ).

## عضويات المجالس واللجان
ترأس البادي رئاسة عدة جمعيات ومجالس، من ضمنها:
- عضو مجلس إدارة جمعية الاقتصاد السعودية من (1428هـ) حتى تاريخه.[2]
- رئيس مجلس إدارة جمعية الاقتصاد السعودية من (1429هـ) حتى (1432 هـ).
- عضو مجلس أمناء منتدى الرياض الاقتصادي من عام (1427) حتى (1433هـ).
- عضو المجلس العلمي لمعهد الإدارة العامة من عام (1427هـ) إلى (1429هـ).
- عضو الفريق العلمي لندوة غسيل الأموال، معهد الإدارة العامة (1428هـ).
- عضو فريق دراسة إنشاء هيئة لتنمية الصادرات وهيئة لتمويل وضمان الصادرات-اللجنة الوزارية للتنظيم الإداري (1425هـ) إلى (1426هـ).

## المؤلفات والبحوث
- ترجمة كتاب " Analysis of Economic Data " (معهد الإدارة العامة، 2009).
- "The Stability of Money Demand Functions and Monetary policy in the GCC Planned Monetary Union “. ورقة قدمت في المؤتمر الثامن لجمعية اقتصاد الشرق الأوسط في نيس، فرنسا عام (2009م)، ونشرت في 2010م.[2]
- «تجربة التخصيص في المملكة العربية السعودية في ضوء التجارب الدولية» (بحث منشور، 2009).[2]
- «تقييم واقع البيانات الاقتصادية في المملكة» (ورقة عمل).
- «آثر انضمام المملكة إلى منظمة التجارة العالمية [WTO] على القطاع المصرفي السعودي» (بحث منشور، 2007).
- "Fiscal Decentralization in Developing Countries: A Proposed Framework for Saudi Arabia". (بحث مقدم في مؤتمر الكونجرس الدولي السابع والعشرين للمعهد الدولي للعلوم الإدارية، أبو ظبي، الإمارات (2007)).
- "The Velocity of Money and Monetary Policy: Lessons for the Monetary Authority in Saudi Arabia".   (بحث مقدم في المؤتمر السادس لجمعية اقتصاد الشرق الأوسط في دبي، الإمارات العربية المتحدة عام (2006م)).

## وصلات خارجية
- موقع مجلس الشورى السعودي الرسمي.
- معرض صور مجلس الشورى السعودي[وصلة مكسورة].